# Benjamin Freedman
Benjamin Harrison Freedman, (Nova Iorque, 4 de outubro de 1890 – maio de 1984) foi um empresário judeu americano radicado em Nova Iorque. Freedman ficou conhecido por sua oratória e como escritor, do que se valia a mostrar sua visão política antissionista e anticomunista. Era um judeu asquenaze e converteu-se ao cristianismo.

## Biografia
Freedman participou da campanha presidencial de Bernard Baruch ante o candidato Woodrow Wilson. Foi sócio ao lado de Samuel D. Leidesdorf na companhia John H. Woodbury e no laboratório John H. Woodbury Laboratories, um instituto dermatológico e uma companhia derivada da antiga Woodbury Soap Company.
Declarou que a Declaração de Balfour resultou de uma conspiração sionista.
Em 1946, foi saiu do Comitê Judeu-estadounidense por difamação e em 1948 saiu da "Anti-Nazi League" (Liga anti-Nazi) por difamações contra sua pessoa.
Contribuiu com apoio monetários ao Conde McGinley, editor do jornal Common Sense (Sentido Comum), de clara postura anti-semita. Em 1955, o rabino Joachim Prinz (1902-1988) (mais tarde, presidente do congresso judeu-estadounidense), expulsou a McGinley por ter chamado ao primeiro de "rabino comunista", julgamento cujo Freedman assistiu em condição de testemunha. Com o passar dos anos, Freedman produziu muitos panfletos, em que denunciava os males do sionismo e do comunismo.
O New York Times denunciou uma reunião celebrada na Henry George School onde Freedman falou sobre "O princípio das tensões do oriente-médio". Muitas foram as reuniões sobre isso nas que participou Benjamin Freedman. Na década de los 70, seguia politicamente activo apesar de já passar dos 85 anos de idade. Em abril de 1984 Benjamin Freedman morre, aos 94 anos.